# Gabriel Castellón
Gabriel Castellón, vollständig Gabriel Jesús Castellón Velazque, (* 8. September 1993 in Valparaíso) ist ein chilenischer Fußballtorwart. 

## Karriere

### Verein
Gabriel Castellón kam mit 7 Jahren in die Jugendabteilung der Santiago Wanderers. Dort verbrachte er seine Jugend und wurde 2012 an Deportes Colchagua verliehen, um Spielpraxis in der Tercera División zu sammeln. Dort absolvierte Castellón allerdings nur eine Partie. 2017 stiegen die Santiago Wanderers mit Castellón im Tor in die Primera B ab, gewann aber im selben Jahr den chilenischen Pokal. Castellón blieb bis 2018 im Verein und wechselte dann zur neuen Saison zu CD Huachipato.

### Nationalmannschaft
Bei der U-20 Südamerikameisterschaft 2013 wurde Castellón für die chilenische U-20-Auswahl als Ersatz von Lawrence Vigouroux nominiert.
Für die A-Nationalmannschaft Chiles wurde Gabriel Castellón erstmals 2017 für den China-Cup nominiert, den sein Team nach Siegen über Kroatien und Island gewann. Castellón wurde nicht eingesetzt. 2021 wurde er erneut im Rahmen der Copa América 2021 und der WM-Qualifikation 2022 für das Nationalteam nominiert, blieb aber erneut ohne Einsatz.

## Erfolge
Santiago Wanderers
- Chilenischer Pokalsieger: 2017

International
- China-Cup: 2017